# Pfanni
Pfanni GmbH & Co. OHG è un'azienda alimentare tedesca con sede a Stavenhagen, specializzata nella produzione di prodotti a base di patate pronti per la cucina. Dal 2000 è controllata da Unilever.

## Storia
L'azienda venne fondata il 2 settembre 1949 a Monaco di Baviera da Werner Eckart, il cui padre, John Eckart, produceva conserve dal 1868.
Nel 1964 Pfanni registrò un fatturato di oltre 50 milioni di marchi tedeschi, che nel 1965 aumentò ad 80 milioni. Pfanni impiegava all'epoca 1.300 lavoratori e lavorava 150.000 tonnellate di patate all'anno.
Pfanni fu venduta nel 1993 a CPC International (successivamente ridenominata Bestfoods Corporation), di cui faceva parte anche Knorr. Nel 2000 questo gruppo di aziende venne rilevato da Unilever, che così offre prodotti a base di patate a marchio Pfanni come purè di patate e gnocchi.
Nel 1996, dopo che l'azienda si era trasferita nel Meclemburgo-Pomerania Anteriore, l'enorme ex sito industriale di Pfanni situato nel quartiere Berg am Laim di Monaco di Baviera divenne un quartiere della vita notturna e delle feste chiamato Kunstpark Ost (successivamente gestito dal 2003 al 2016 da nuovi operatori con il nome di Kultfabrik), ospitando più di 30 discoteche e generando diversi night club di fama internazionale tra cui Ultraschall, KW - Das Heizkraftwerk e Natraj Temple.
Sempre nel 1996 venne aperto il Kartoffelmuseum, un museo dedicato alla patata nell'area dell'ex stabilimento. Il museo è finanziato dalla Fondazione Otto Eckart, creata in quell'anno dal console onorario Otto Eckart, figlio di Werner Eckart e proprietario di Pfanni per 25 anni.
La sede principale di Pfanni si trova a Stavenhagen. Un ulteriore stabilimento si trova a Cloppenburg, in Bassa Sassonia; questo stabilimento venne rilevato nel 2002 dall'azienda alimentare Wersing e la sua produzione è stata trasferita ad Addrup.
Nel quartiere Emstekerfeld di Cloppenburg si erge una torre di 76 metri dedicata a Pfanni. La torre, costruita nel 1963, faceva parte dell'allora nuovo stabilimento della Spreda Nahrungsmittelwerke AG. Spreda AG cessò la produzione nel 1965 e in seguito Pfanni rilevò i locali; pertanto la "Spreda-Sprühturm", costruita per il processo di essiccazione, venne ribattezzata "Pfanni-Turm" e divenne un simbolo della città.